# Pervillaea decaryi
Pervillaea decaryi là một loài thực vật có hoa trong họ La bố ma. Loài này được (Choux) Klack. miêu tả khoa học đầu tiên năm 1995.